# Norðfjarðarvegur
Der Norðfjarðarvegur ist eine Hauptstraße im Osten von Island.
Die Straße 92 beginnt am Hringvegur vor dem Ort Reyðarfjörður.
Innerorts heißt diese Straße anfangs Ægisgata später Austurvegur und führt nahe am Ufer entlang.
Etwa 4 km hinter dem Ort beginnt die über 1000 m lange Halle des Aluminiumwerk Alcoa Fjarðaál.
Der Bach Grjótá verlief ursprünglich über das Werksgelände. Er wird jetzt östlich an der Fläche vorbeigeleitet.
An der Landspitze Hólmanes vorbei führt der Norðfjarðarvegur in den Eskifjörður.
Nachdem er den Fluss Eskifjarðará überquert hat verschwindet der Norðfjarðarvegur für 7542 m im Norðfjarðargöng.
Auf der anderen Seite im Fannardalur erreicht er nach 5 km den Skuggahlíðarvegur, seinen früheren Verlauf und hat inzwischen die Norðfjarðará überquert.
In Neskaupstaður endet der Norðfjarðarvegur am Fähranleger, von dem im Winter eine Fähre Brekkuþorp im Mjóifjörður anfährt.
Früher war Neskaupstaður über den Ort Eskifjörður nur auf dem Seeweg aus der Bucht Vöðlavík später aus dem Viðfjörður zu erreichen.
Im Jahr 1949 wurde eine Straßenverbindung über den 705 m hohen Oddsskarð möglich.
Von 1977 an verlief diese Straße durch den einspurigen Tunnel Oddsskarðsgöng.
Dieser liegt auf einer Höhe von 632 m und war nicht wintersicher.
Darum wurde er 2017 durch den Norðfjarðargöng abgelöst.
Ebenfalls im November 2017 wurde der erste Teil des Norðfjarðarvegurs von Egilsstaðir fast bis nach Reyðarfjörður zur Ringstraße umgewidmet.
Der frühere Verlauf der Ringstraße wurde zur Skriðdals- og Breiðdalsvegur , diese ist teils noch nicht asphaltiert und im Winter nicht immer befahrbar.